# Christmas with Buck Owens
Christmas with Buck Owens är ett julalbum från 1965 av Buck Owens & The Buckaroos Buckaroos. Det återutgåvs 2005 på skivmärket Sundazed.

## Låtlista

### Sida 1
1. "Santa Looked a Lot Like Daddy" (Buck Owens, Don Rich) – 2:15
2. "Blue Christmas Lights" (Owens, Red Simpson) – 2:42
3. "Christmas Ain't Christmas Dear Without You" (Owens, Simpson) – 2:21
4. "Jingle Bells" (James Pierpont) – 2:17 (Instrumental)
5. "All I Want for Christmas Dear Is You" (Owens, Rich) – 2:14
6. "Santa's Gonna Come in a Stagecoach" (Rich, Simpson) – 2:02

### Sida 2
1. "Christmas Time's A-Coming" (Owens, Simpson) – 1:53
2. "Blue Christmas Tree" (Eddie Miller, Bob Morris) – 2:30
3. "Here Comes Santa Claus Again" (Owens, Simpson) – 2:08
4. "Christmas Morning" (Owens, Rich) – 1:40 (Instrumental)
5. "It's Christmas Time for Everyone But Me" (Dixie Dean, Ray King) – 2:15
6. "Because It's Christmas Time" (Owens, Simpson) – 2:11